# 福島町 (昭島市)
福島町（ふくじまちょう）は、東京都昭島市の町名。現行行政地名は福島町と福島町一丁目から福島町三丁目。住居表示は福島町が未実施区域、福島町一丁目から福島町三丁目が実施済み区域。

## 地理
昭島市の南東部に位置し、丁目の区域から北に福島町が飛び地が設置されている。丁目側の西に宮沢町と中神町、北に玉川町、東に郷地町、南東に日野市栄町、南西に八王子市小宮町と接し、福島町側の東にもくせいの杜、南に玉川町、西に築地町、北西に中神町と接している。

### 地価
住宅地の地価は、2025年（令和7年）1月1日の公示地価によれば、福島町2-34-10の地点で17万7000円/m2となっている。

## 世帯数と人口
2025年（令和7年）6月1日現在（昭島市発表）の世帯数と人口は以下の通りである。
| 町丁・丁目   | 世帯数    | 人口    |
| ------------ | --------- | ------- |
| 福島町       | 684世帯   | 1,055人 |
| 福島町一丁目 | 546世帯   | 1,249人 |
| 福島町二丁目 | 781世帯   | 1,732人 |
| 福島町三丁目 | 715世帯   | 1,533人 |
| 計           | 2,726世帯 | 5,569人 |

### 人口の変遷
国勢調査による人口の推移。
| 年                 | 人口  |
| ------------------ | ----- |
| 1995年（平成7年）  | 5,941 |
| 2000年（平成12年） | 5,810 |
| 2005年（平成17年） | 5,795 |
| 2010年（平成22年） | 5,784 |
| 2015年（平成27年） | 5,260 |
| 2020年（令和2年）  | 5,150 |

### 世帯数の変遷
国勢調査による世帯数の推移。
| 年                 | 世帯数 |
| ------------------ | ------ |
| 1995年（平成7年）  | 2,318  |
| 2000年（平成12年） | 2,393  |
| 2005年（平成17年） | 2,483  |
| 2010年（平成22年） | 2,553  |
| 2015年（平成27年） | 2,312  |
| 2020年（令和2年）  | 2,379  |

## 学区
市立小・中学校に通う場合、学区は以下の通りとなる（2024年8月時点）。
| 町丁・丁目   | 番・番地等    | 小学校                 | 中学校             |
| ------------ | ------------- | ---------------------- | ------------------ |
| 福島町       | 902〜1061番地 | 昭島市立富士見丘小学校 | 昭島市立昭和中学校 |
| 福島町一丁目 | 全域          | 昭島市立共成小学校     | 昭島市立福島中学校 |
| 福島町二丁目 | 全域          | 昭島市立玉川小学校     | 昭島市立福島中学校 |
| 福島町三丁目 | 17〜24番      | 昭島市立玉川小学校     | 昭島市立福島中学校 |
| 福島町三丁目 | 1〜16番       | 昭島市立共成小学校     | 昭島市立福島中学校 |

## 交通

### 道路
- 東京都道29号立川青梅線
- 東京都道59号八王子武蔵村山線
- 東京都道153号立川昭島線

## 事業所
2021年（令和3年）現在の経済センサス調査による事業所数と従業員数は以下の通りである。
| 町丁・丁目   | 事業所数  | 従業員数 |
| ------------ | --------- | -------- |
| 福島町       | 36事業所  | 275人    |
| 福島町一丁目 | 24事業所  | 154人    |
| 福島町二丁目 | 38事業所  | 247人    |
| 福島町三丁目 | 48事業所  | 591人    |
| 計           | 146事業所 | 1,267人  |

### 事業者数の変遷
経済センサスによる事業所数の推移。
| 年                 | 事業者数 |
| ------------------ | -------- |
| 2016年（平成28年） | 139      |
| 2021年（令和3年）  | 146      |

### 従業員数の変遷
経済センサスによる従業員数の推移。
| 年                 | 従業員数 |
| ------------------ | -------- |
| 2016年（平成28年） | 1,121    |
| 2021年（令和3年）  | 1,267    |

## 施設
- 昭島市立富士見丘小学校
- 昭島市立福島中学校
- 福島神社
- 広福寺

## その他

### 日本郵便
- 郵便番号 : 196-0031[2]（集配局 : 昭島郵便局[14]）。